# Керкговен, Питер Франс ван
Питер Франс ван Керкговен (нидерл. Pieter Frans van Kerckhoven; 1818—1857) — фламандский писатель.
Написал много беллетристических произведений, собранных в его полном собрании сочинений («Volledige werken», 1869—1873).

## Биография
Ван Керкговен был сыном брокера, и безбедное состояние семьи позволило ему получить достойное образование. Как только он был определен в частную школу, ван Керкговен и его сверстник и друг Домьен Слекс (Domien Sleeckx) окончили антверпенскую школу ораторского искусства. В тот период ван Керкговен был заядлым читателем и практически все свои карманные деньги тратил на книги традиционных французских писателей. В юности ван Керкговен, как и вся его семья, был достаточно религиозным. После окончания в 1836 году Антверпенской школы, он изучал медицину в Италии в Болонском университете, где стал свидетелем неутомимого и бунтарского движения Рисорджименто. Конфронтация с либеральным и антиклерикальным движениями Рисорджименто позднее определит его прогрессивно-либеральные взгляды. Несмотря на личностные изменения, коим Керкговен подвергся в Италии, он, тем не менее, оставался религиозным.
Ван Керхговен получил степень бакалавра медицины и философии, но в июне 1838 он неожиданно возвращается в Антверпен, не окончив обучение. Предположительно, ван Керкговен был вынужден покинуть Италию после компрометирующих его контактов с подпольным обществом Карбонари. В Антверпене ван Керкговен продолжит изучать медицину в больнице Елизаветы (англ.  Elisabeth hospital), но вскоре бросил и это занятие. Во время учёбы он познакомился с другими студентами Яном Де Латом (Jan De Laet) и Хендриком Консьянсом (Hendrik Conscience), которые практически сразу рассмотрели у ван Керкговена артистические таланты и ввели его в артистические круги города. Достаточно скоро ван Керкговен стал одной из центральных фигур культурной жизни Антверпена. Помимо чиновничьей карьеры (сначала в фирме отца, а позднее в администрации города), он активно работает как художник, литературный критик и главный редактор иллюстрированных журналов, среди которых Noordstar и Vlaemsche Rederyker. Ван Керкговен также являлся членом таких частных литературных кружков, как De Hermans, Het Heilig Verbond и De Olijftak.
Как писатель он не был знаменит, как Хендрик Консьянс, но тем не менее был достаточно успешным автором и получал положительные рецензии литературных криков.
Взаимная зависть, а также стремление ван Керкговена придать Фламандскому движению больше либерализма, привело в 1846 году к разрыву с Консьянсом, который был настроен на ориентирование Фламандского движения на католических политиков. Конфликт усугубился в 1849 году, когда они перешли к открытой полемике на страницах Антверпенских журналов De Roskam и De Schrobber. В брошюре De Vlaemsche Beweging (1847), обличая Консьянса и его сторонников, Керкговен показал себя прекрасным полемистом.
В эти годы ван Керкговен продолжает успешно работать городским чиновником, публикует такие произведения, как Ziel en lichaem (1848) и роман Liefde (1851), венец своего литературного творчества. Более того, он отдаёт много сил и времени литературоведческому иллюстрированному журналу Vlaemsche Rederyker, главным редактором которого он является с 1847 года. В 1852 году ван Керкговена награждают Орденом Леопольда I. В начале 1857 года он тяжело заболевает, страдает от туберкулёза и через несколько месяцев умирает в возрасте 38 лет.
В 1983 году Бельгийским телевидением по мотивам романа Х. Консьянса был снят фильм Geschiedenis mijner jeugd, в котором ван Керкховена сыграл бельгийский актёр Alex Wilequet.